# San Giacomo in Augusta
San Giacomo in Augusta ou Igreja de São Tiago em Augusta, chamada também de San Giacomo degli Incurabili ou Igreja de São Tiago dos Incuráveis, é uma igreja titular de Roma, Itália, localizada na Via del Corso, a aproximadamente três quarteirões ao sul da Piazza del Popolo, no rione Campo Marzio, quase em frente de Santissimi Nomi di Gesù e Maria in Via Lata.
Em 22 de fevereiro de 2014, o papa Francisco elevou San Giacomo in Augusta como uma nova igreja titular. O primeiro cardeal-presbítero protetor do título de São Tiago em Augusta é Chibly Langlois, bispo de Les Cayes, no Haiti.

## História
Uma igreja foi construída no local em 1339 pelo cardeal Giovanni Colonna, juntamente com um hospital para os "incurabili" ("incuráveis"), o que deu origem ao seu nome (o sufixo "in Augusta" é uma referência ao vizinho Mausoléu de Augusto). Em 1515, o hospital estava em estado de abandono, mas, em poucas décadas, reabriu, sob a supervisão de duas duas ordens religiosas, com o objetivo de curar os doentes afligidos pela sífilis. O papa Nicolau V (r. 1447–1455) o deixou sob os cuidados da Companhia de Santa Maria del Popolo, uma ordem que era patrocinada pelo cardeal florentino Antonio Maria Salviati, que encomendou a reconstrução da igreja. A nova igreja, em formato oval, começou a ser construída sob o comando de Francesco da Volterra em 1592. Quando ele morreu, a fachada e a maior parte da decoração interna foram completadas por Carlo Maderno, que trabalhou no local até 1600.

## Interior
O interior abriga um baixo-relevo de "Santo Antônio de Pádua e a Virgem intervindo pelos Enfermos" de Pierre Le Gros, o Jovem na segunda capela. Nas paredes estão grandes pinturas de Giuseppe Passeri.
O altar da primeira capela à direita exibe uma "Ressurreição", do pintor maneirista Cristoforo Roncalli (Il Pomarancio). Na segunda está um baixo-relevo em mármore de Le Gros, "São Francisco de Paula em Oração". Le Gros também colaborou para o término do trabalho em estuque da nave. Na terceira capela está "Batismo de Jesus", de Domenico Passignano. A "Última Ceia" foi pintada por Giovanni Battista Novara (Giovanni Battista Ricci). A "História de Melquisedeque" e a "História do Maná no Deserto" foram pintadas por Vespasiano Strada.
Na primeira capela à esquerda está uma "Natividade", de Antiveduto Grammatica. A estátua de "São Tiago" é de Ippolito Buzi. Na terceira capela estão diversas pinturas de Francesco Zucchi.

## Galeria

Imagens da igreja
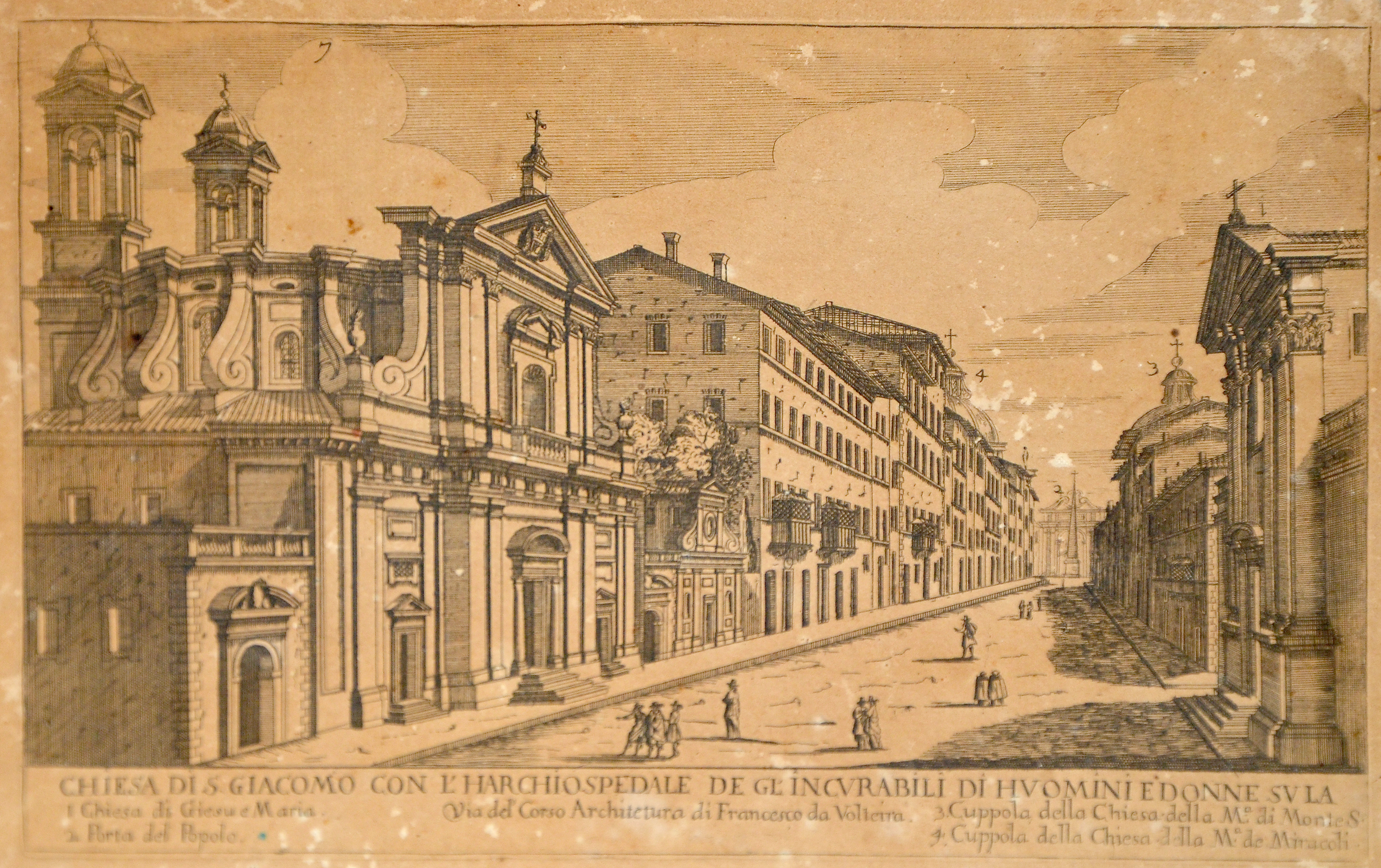
Vizinhança de São Tiago (na frente, à esquerda): 1. Gesù e Maria; 2. Porta del Popolo; 3. Cúpula de Santa Maria in Montesanto; 4. Cúpula de Santa Maria dei Miracoli
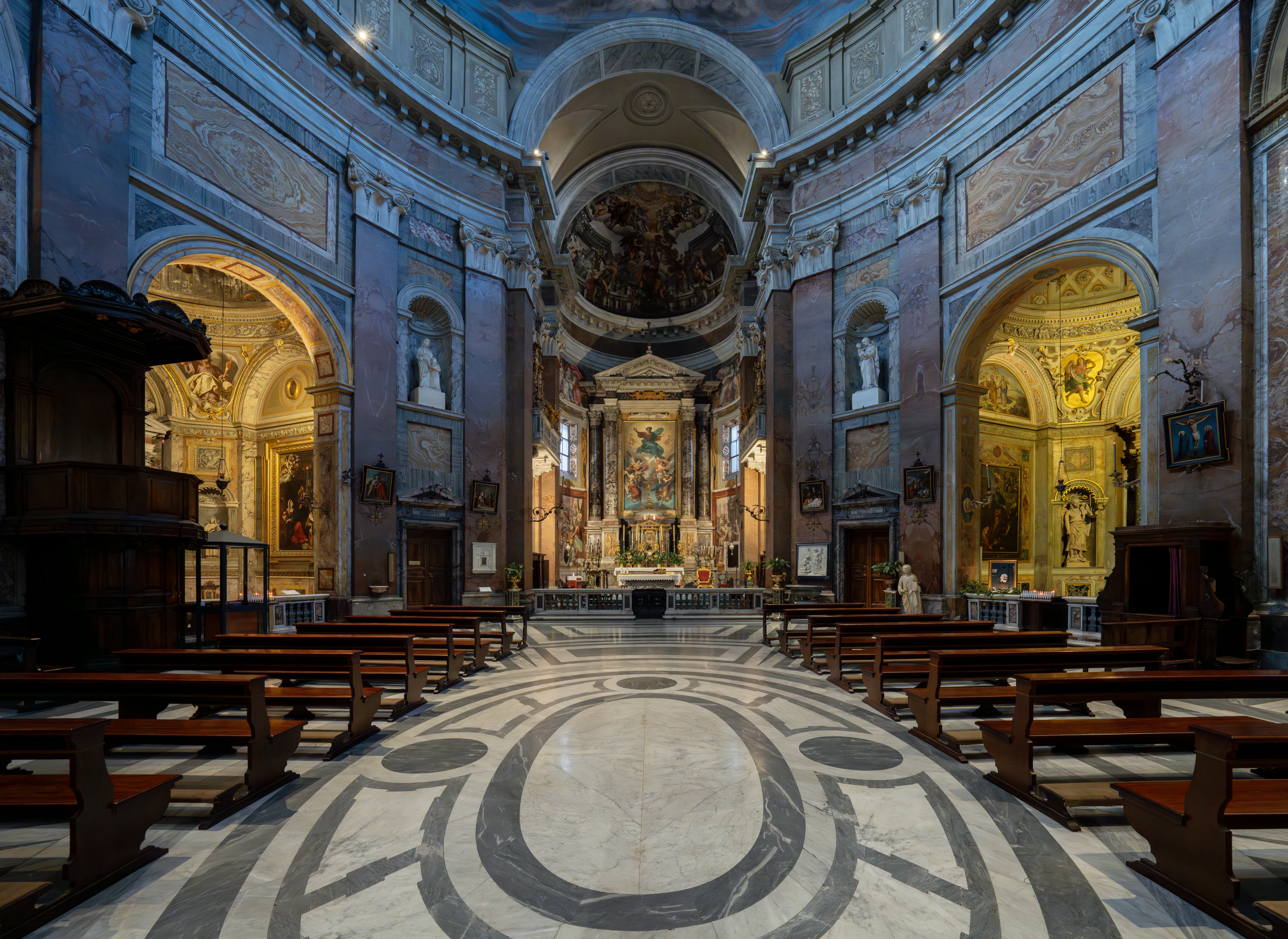
Vista do interior ovalado.
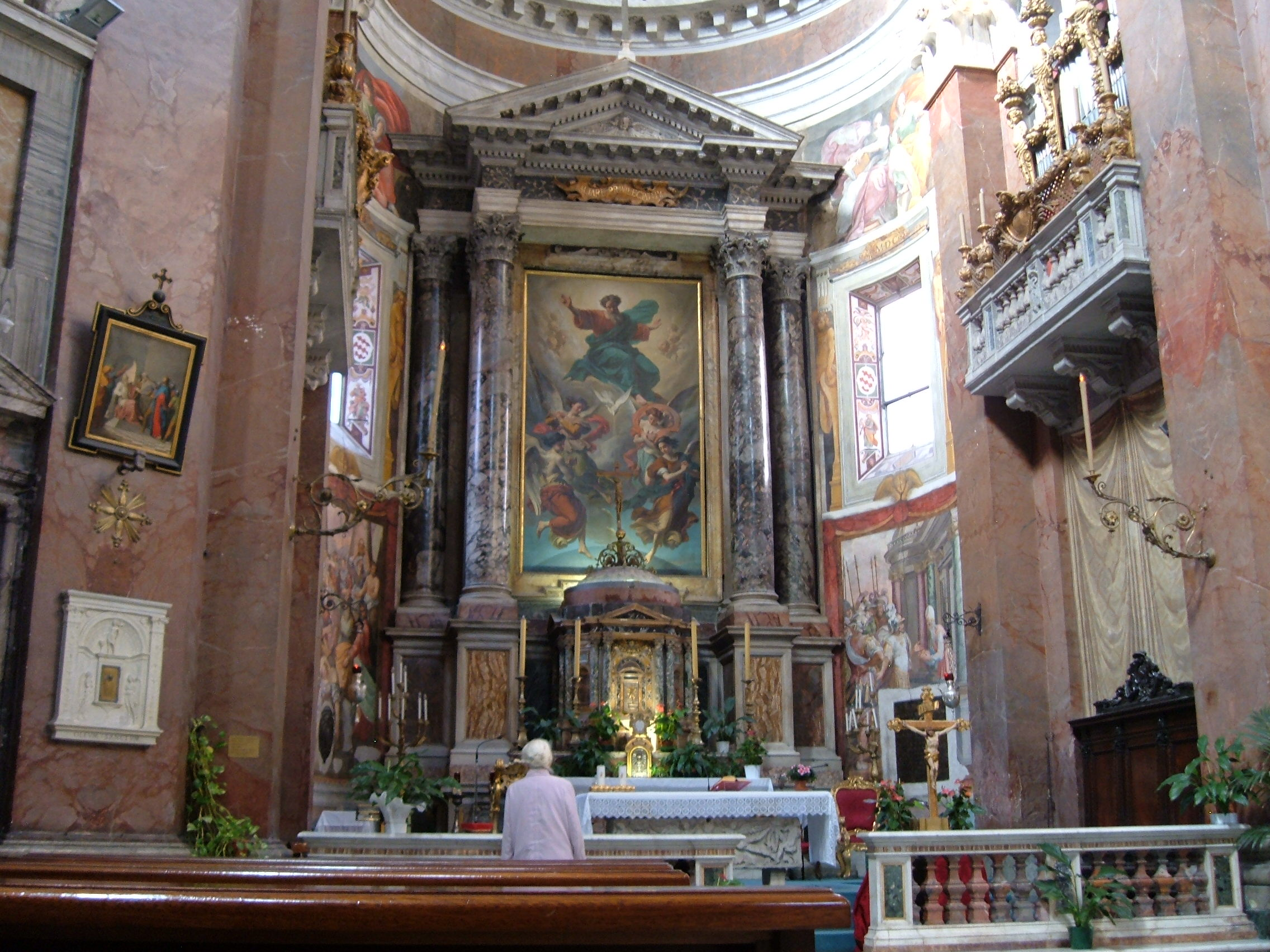
Altar-mor
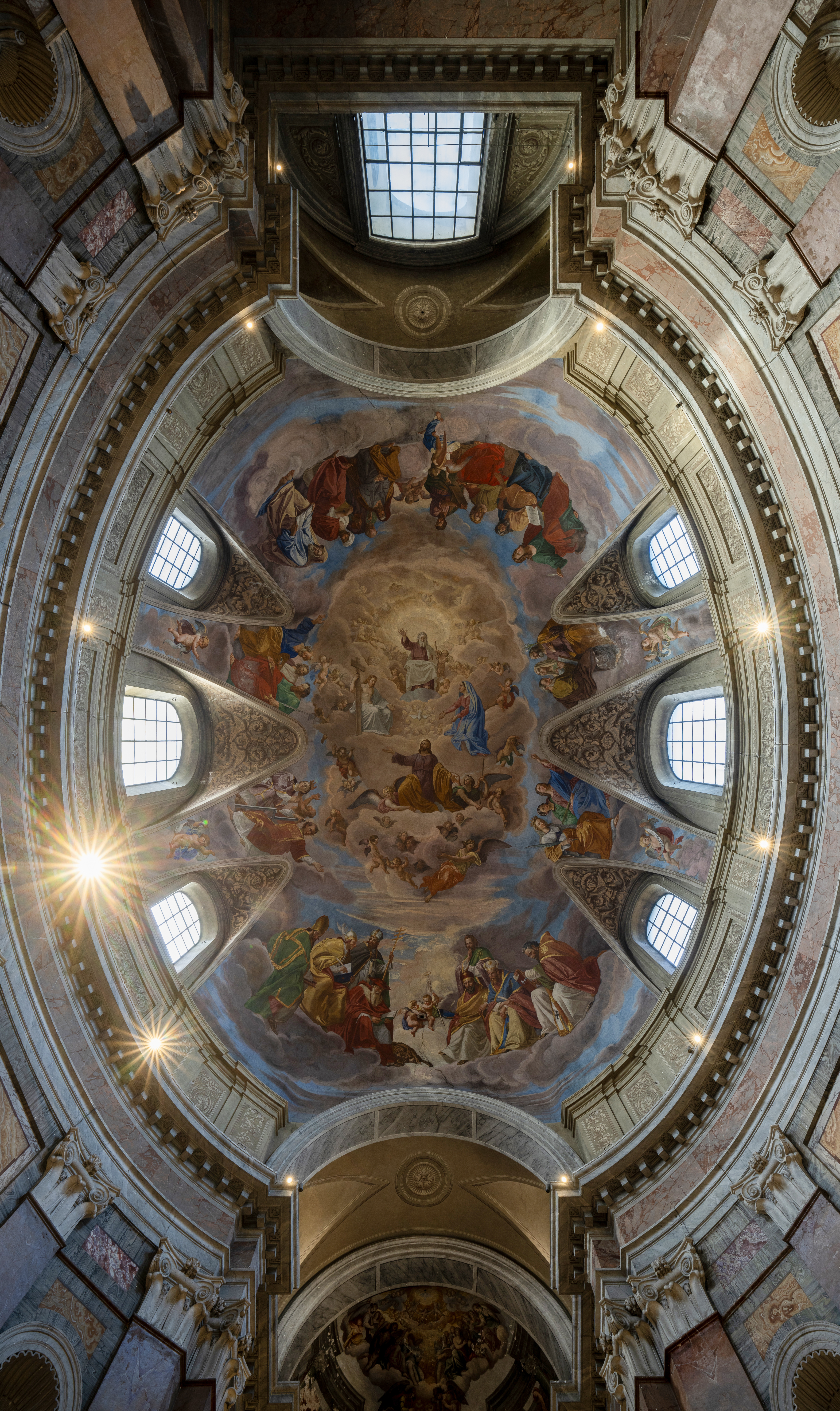
Interior da cúpula.
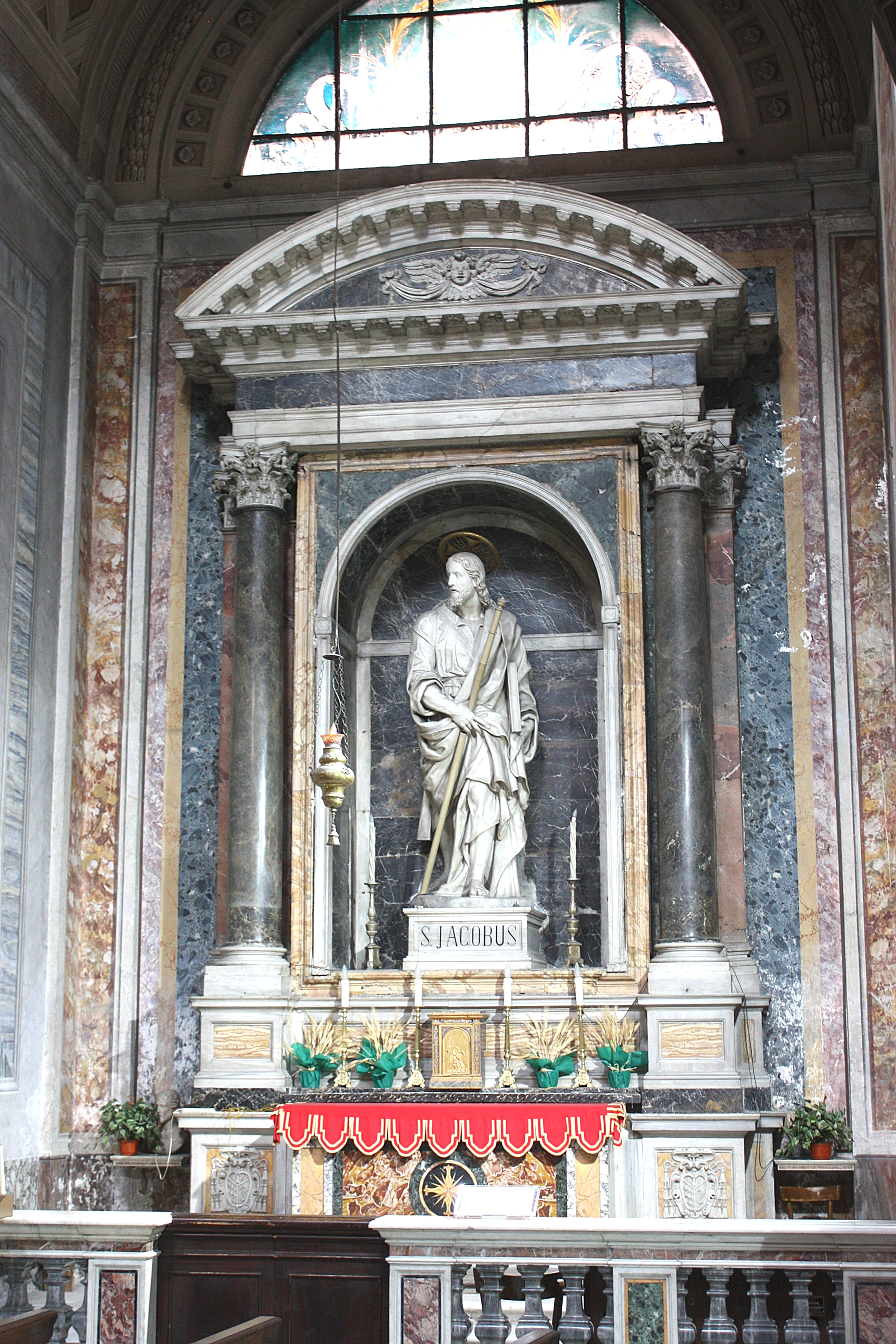
Altar de São Tiago.